# Konstantinos Kargiotis
Konstantinos „Kostas“ Kargiotis (griechisch Κωνσταντίνος Καργιώτης, * 19. November 1987 in Athen) ist ein griechischer Squashspieler.

## Karriere
Konstantinos Kargiotis spielte nur vereinzelt auf der PSA World Tour. Mit der griechischen Nationalmannschaft nahm er mehrfach an Europameisterschaften teil. Im Einzel vertrat er Griechenland bei der Europameisterschaft 2008, bei der er in der ersten Runde ausschied. Er wurde 2017, 2019, 2021 und 2022 griechischer Meister.

## Erfolge
- Griechischer Meister: 4 Titel (2017, 2019, 2021, 2022)